# Smolnik (gmina Ruše)
Smolnik – wieś w Słowenii, w gminie Ruše. W 2018 roku liczyła 284 mieszkańców.